# Блуґово (гміна Ліпка)
Блуґово (пол. Bługowo, нім. Wehlehof) — село в Польщі, у гміні Ліпка Злотовського повіту Великопольського воєводства.
У 1975-1998 роках село належало до Пільського воєводства.